# Serneus
Serneus [sɛrˈnøɪ̯s] ist ein Dorf im hinteren Prättigau im Schweizer Kanton Graubünden. Es bildete bis 1851 mit der Mezzaselva  und dem Gebiet talaufwärts bis Gulfia  die äusserste Gemeinde des halben Hochgerichts Klosters-Innerschnitz; seit 1975 ist das Dorf eine Fraktion der Gemeinde Klosters. Die Kirchgemeinde blieb ebenfalls bis 1975 selbständig.

## Geschichte

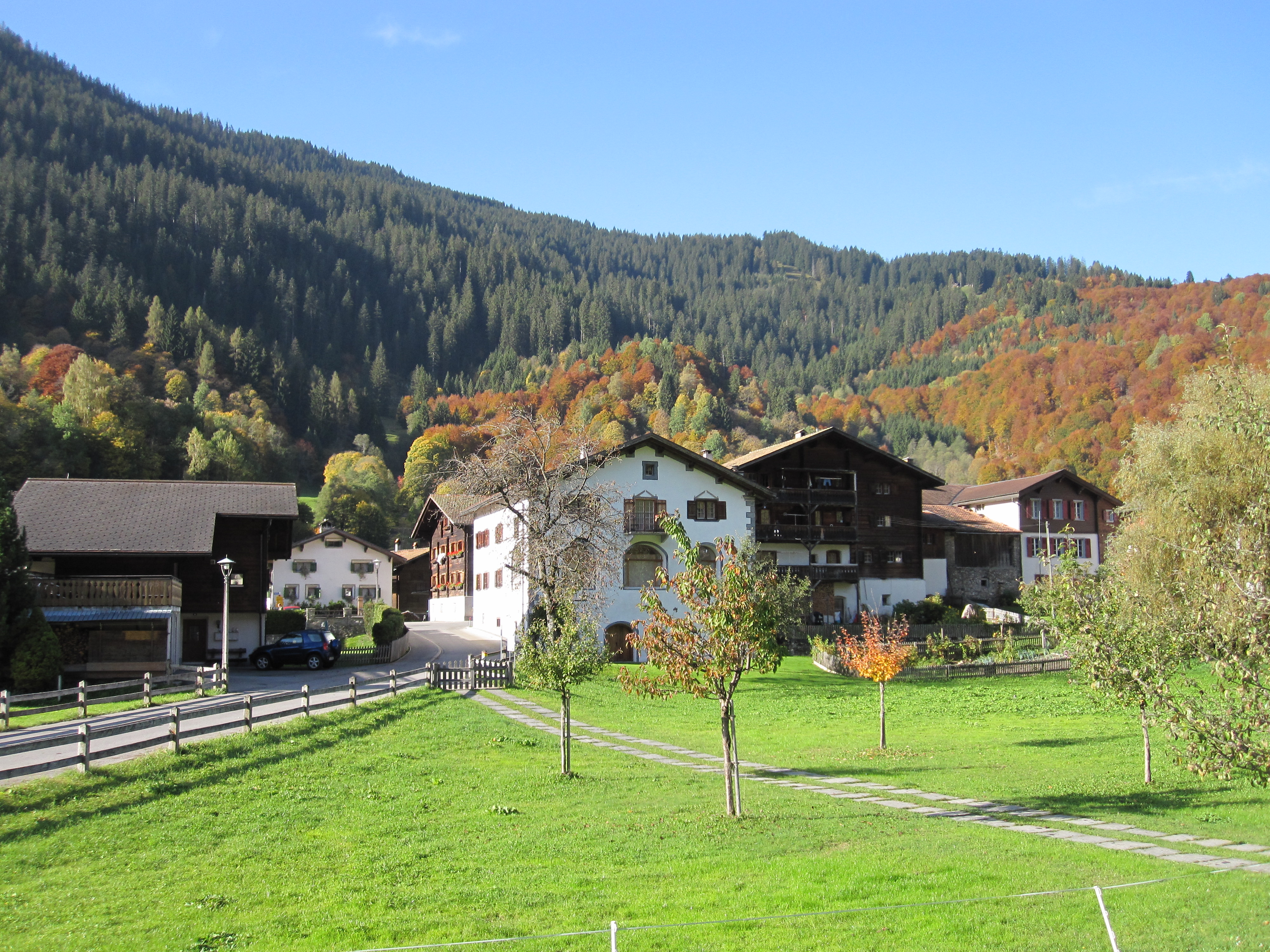
Dorfeingang

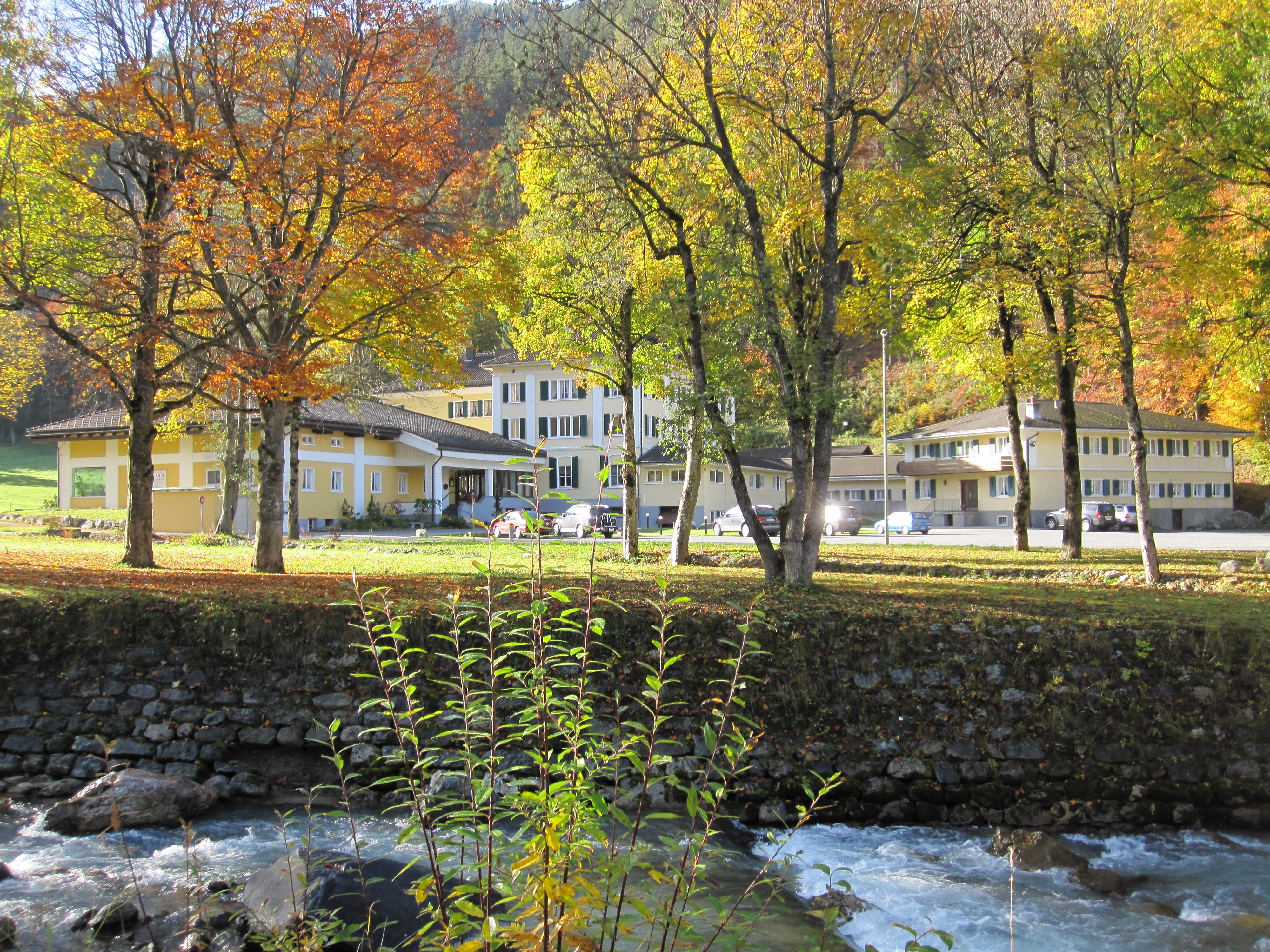
Bad Serneus

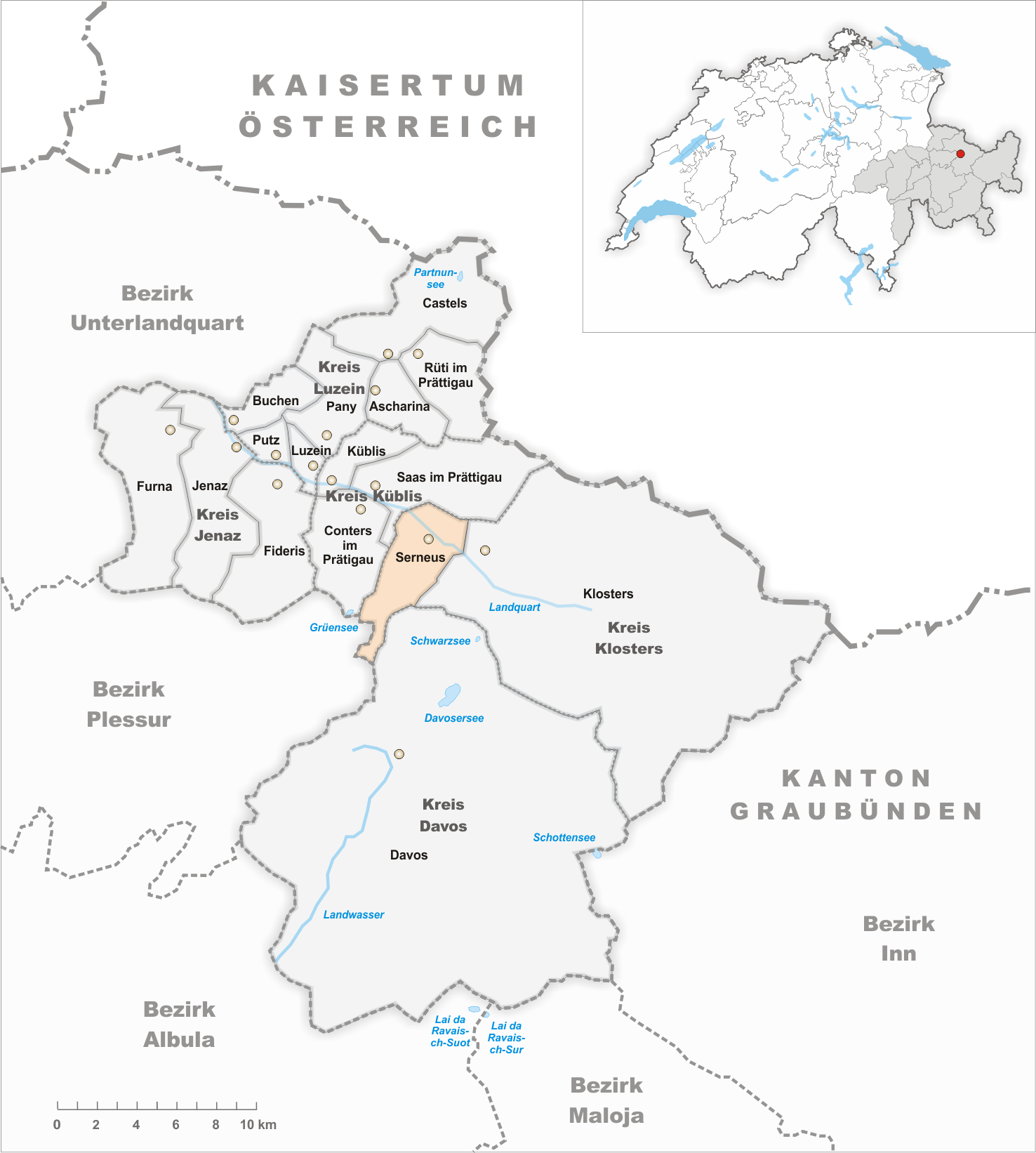
Gemeindestand vor der Fusion am 1. Januar 1872

Luftbild von Werner Friedli (1954)

Ersturkundlich erwähnt ist die Siedlung 1475 als Serneyss. Im Laufe der Jahrhunderte wurde der Ortsname unterschiedlich, je nachdem wie er gehört wurde, geschrieben: Serneÿss, Serneyfs, Serneyffs, Serneuyffs, Sernoews, Saernoews, Sernöüss, Sarnöüss, Sarneus, Zerneuss, Zerneus, Serneus. Die Herkunft des Namens ist unsicher, erwogen wird eine Verbindung zum in römischen Quellen belegten Völkernamen Sarunetes.
Serneus ist aus einem Hof der Propstei St. Jakob hervorgegangen. 1479 wurde die Kapelle St. Sebastian gestiftet. Die Kaplanei gehörte zum Kirchspiel von Saas im Prättigau und gelangte im Zuge der Reformation an den Klosterser Pfarrsprengel. 1723 war Serneus eine eigene reformierte Kirchgemeinde, seit 1975 ist es wieder mit Klosters vereint. Der Umbau der Kirche erfolgte 1929. 1741 wurde ein Grossteil des Dorfes durch einen Brand zerstört. Beim Wiederaufbau wurden die Häuser aus Sicherheitsgründen nicht gänzlich wieder im holzdominierten Walserhaus-Stil errichtet, sondern mit einem hohen Anteil an Mauerwerk.
1617 wird die Nutzung der Schwefelquellen für Trink- und Badekuren berichtet. Der Bädertourismus kam aber bald darauf – ähnlich wie in Jenaz im Mittelprättigau – zum Erliegen. Die Anlage wurde im 19. Jahrhundert mehrfach überholt und erweitert. Seit 1978 ist der Hotelbetrieb in Bad Serneus wieder in Nutzung.

## Sehenswürdigkeiten
- Unter Denkmalschutz steht die reformierte Dorfkirche, eine Sebastianskirche[5]
- Sunnibergbrücke, 1998, Architekt: Christian Menn[6]

## Verkehr
Von Serneus aus führt der dem Langsamverkehr vorbehaltene Casannapass nach Langwies im Schanfigg.

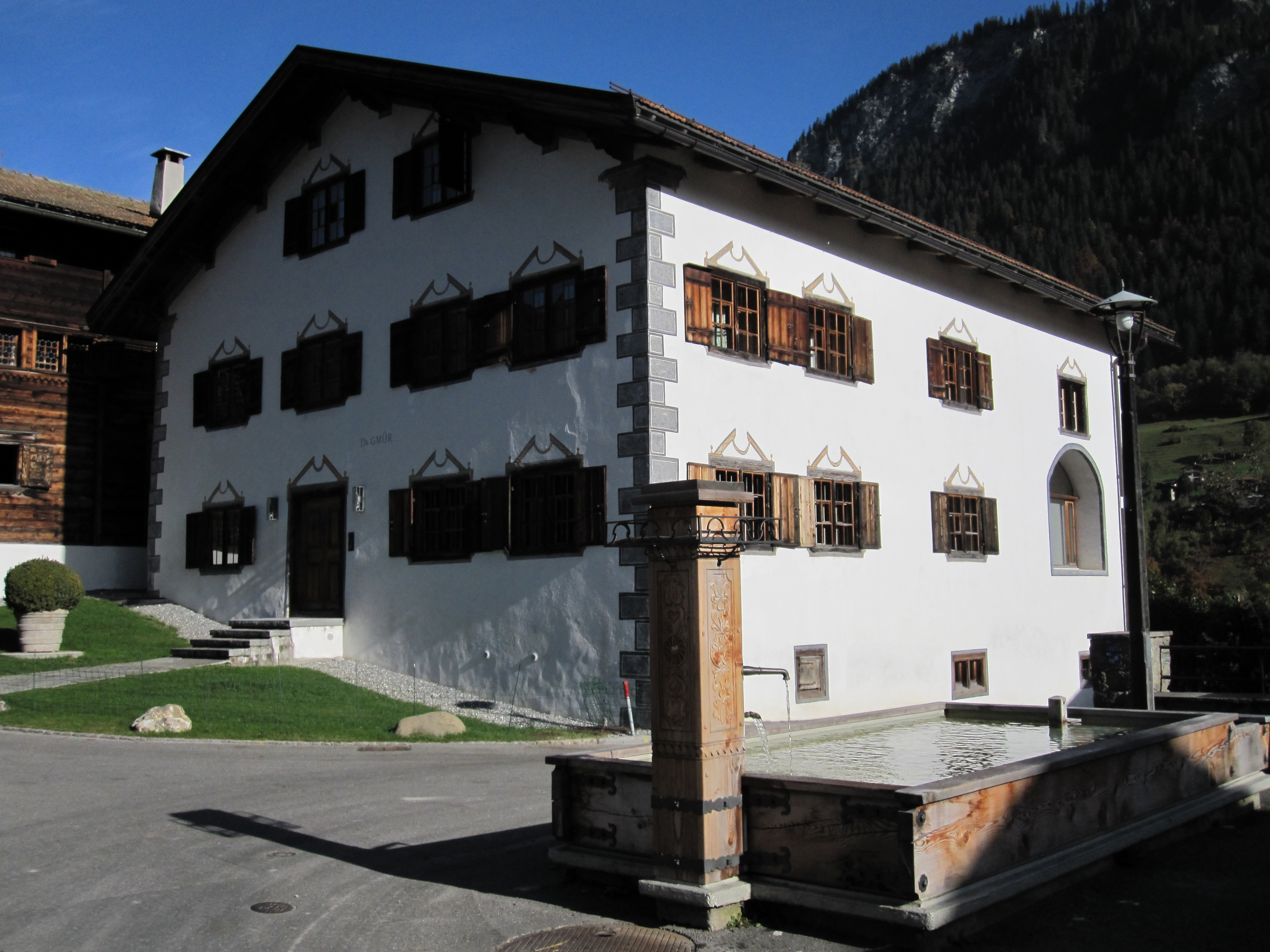
Gmür-Haus
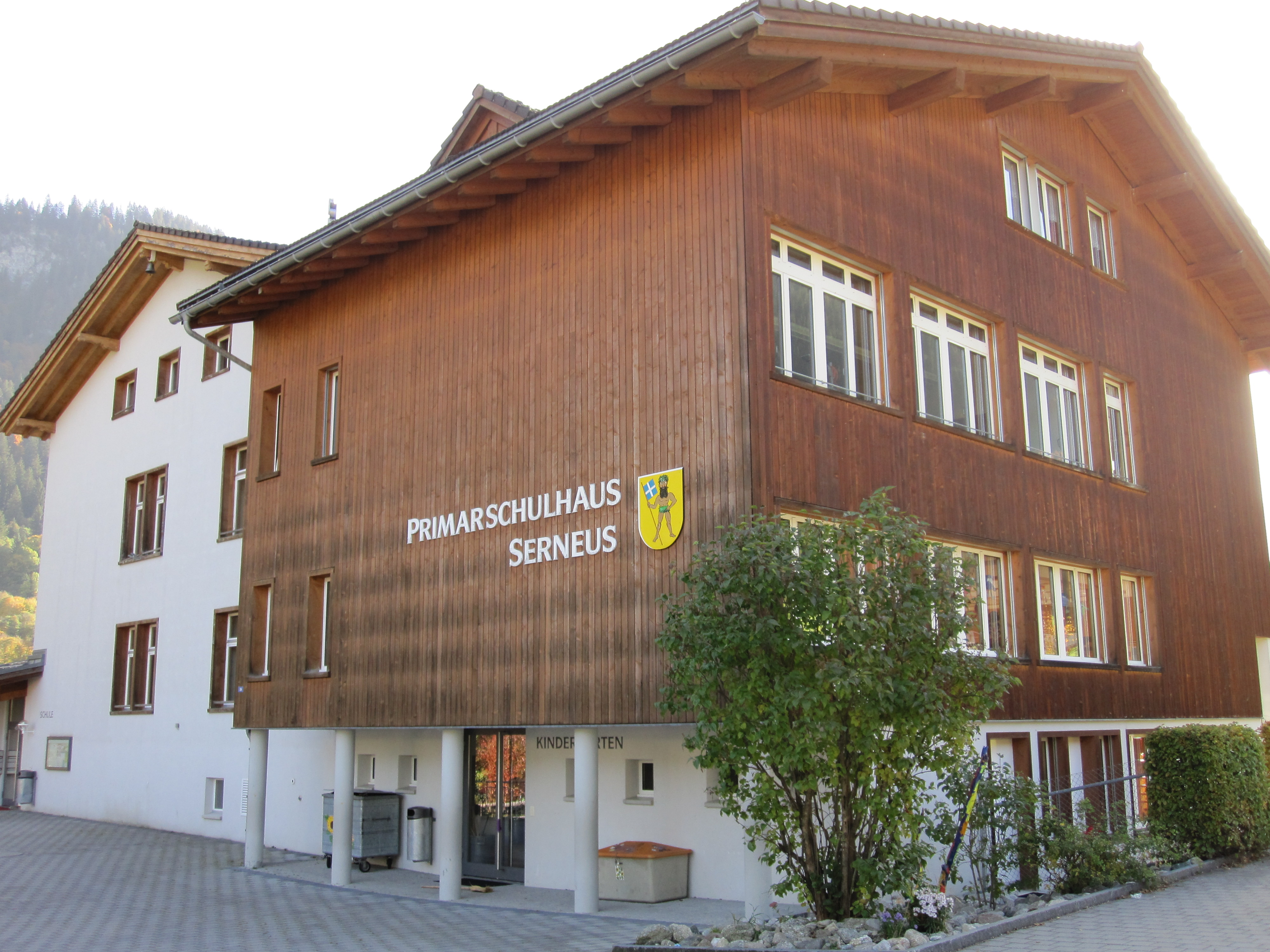
Primarschulhaus